# Димитър Негенцов
Димитър Негенцов е български учител, журналист и общественик.

## Биография
Става учител и в 1895 година е делегат на Учредителния конгрес на Българския учителски съюз от Габрово. Мести се за работи като учител в Белоградчик, където е активист на Белоградчишкото околийско учителско дружество „Раковски“. Делегат е от дружеството на Втория конгрес на Българския учителски съюз на 20 юли 1896 година. Негенцов влиза в ръковоството на Българския учителски съюз и е редактор на изданията на Съюза. На третия конгрес на Българския учителски съюз е избран за негов председател. Автор е на книгата „Борби и придобивки на Българския учителски съюз. Принос към историята на учителското движение в България (1895 – 1925)“, издадена в София в 1925 година.
Същевременно Негенцов е активист и на Белоградчишкото македонско дружество. През ноември 1896 година е делегат от Белоградчишкото дружество на Третия конгрес на Македонската организация.
В 1922 година е делегат на XXIV конгрес на Българския учителски съюз като представител на Управителния комитет и редактор на вестник „Съзнание“ и вестник „Учителска мисъл“.